# Pultenaea subternata
Pultenaea subternata är en ärtväxtart som beskrevs av Herbert Bennett Williamson. Pultenaea subternata ingår i släktet Pultenaea och familjen ärtväxter. Inga underarter finns listade i Catalogue of Life.